# Trọng án Bò Béo Bò Gầy
Trọng án Bò Béo Bò Gầy hoặc Thảm án Đa Giá Thượng là một vụ án gây chấn động trong lịch sử Việt Nam, xảy ra từ thập niên 1670 đến năm 1694 với việc cả làng Đa Giá Thượng gồm 290 người đã lần lượt lừa bắt 318 khách đi đường vào hang ổ để giết người, cướp của. Địa điểm gây án tại xã Đa Giá Thượng, huyện Gia Viễn, phủ Trường Yên, trấn Thanh Hoa (nay thuộc xã Gia Thanh, huyện Gia Viễn, tỉnh Ninh Bình).

## Lịch sử
Địa danh Đa Giá Thượng nay đã mất, tương ứng một địa điểm gần hang Kẽm Trống của tỉnh Ninh Bình. Về sự kiện bọn hung đồ giết hại dân lành ở xã Đa Giá Thượng huyện Gia Viễn phủ Trường Yên, các bộ chính sử như Đại Việt sử ký tục biên, Khâm định Việt sử thông giám cương mục, Việt sử cương mục tiết yếu... đều biên chép tương đối giống nhau. Chẳng hạn, sách Khâm định của Quốc Sử quán triều Nguyễn cho biết: "Giáp Tuất, năm thứ 15, Thanh Khang Hi thứ 33 [1694]. Tháng Năm, mùa hạ. Bắt giết 52 người dân hung ác xã Đa Giá Thượng. Xã Đa Giá Thượng đường núi hiểm trở hẹp hòi, lại nhiều hang hốc. Dân xã ấy lập riêng khoán ước với nhau, đặt điếm canh, hễ có ai đi lại hoặc ngủ trọ, chúng nhân ban đêm đón đường giết chết, vứt xác vào trong hố mà cướp lấy của cải. Việc này đã trải hơn 20 năm, xương trắng chứa chất thành đống. Đến nay việc phát giác, triều đình sai Thạc quận công Lê Hải đi khám xét, bắt được đồ đảng 290 người, đem chém và bêu đầu 52 người hung ác đầu sỏ, còn những người khác đều đem chặt ngón tay rồi lưu đày viễn châu, xóa bỏ tên làng của xã này. Lời chua: Đa Giá Thượng - Tên xã, thuộc huyện Gia Viễn phủ Trường Yên xứ Thanh Hoa, nay thuộc huyện Gia Viễn, tỉnh Ninh Bình".

## Tư liệu

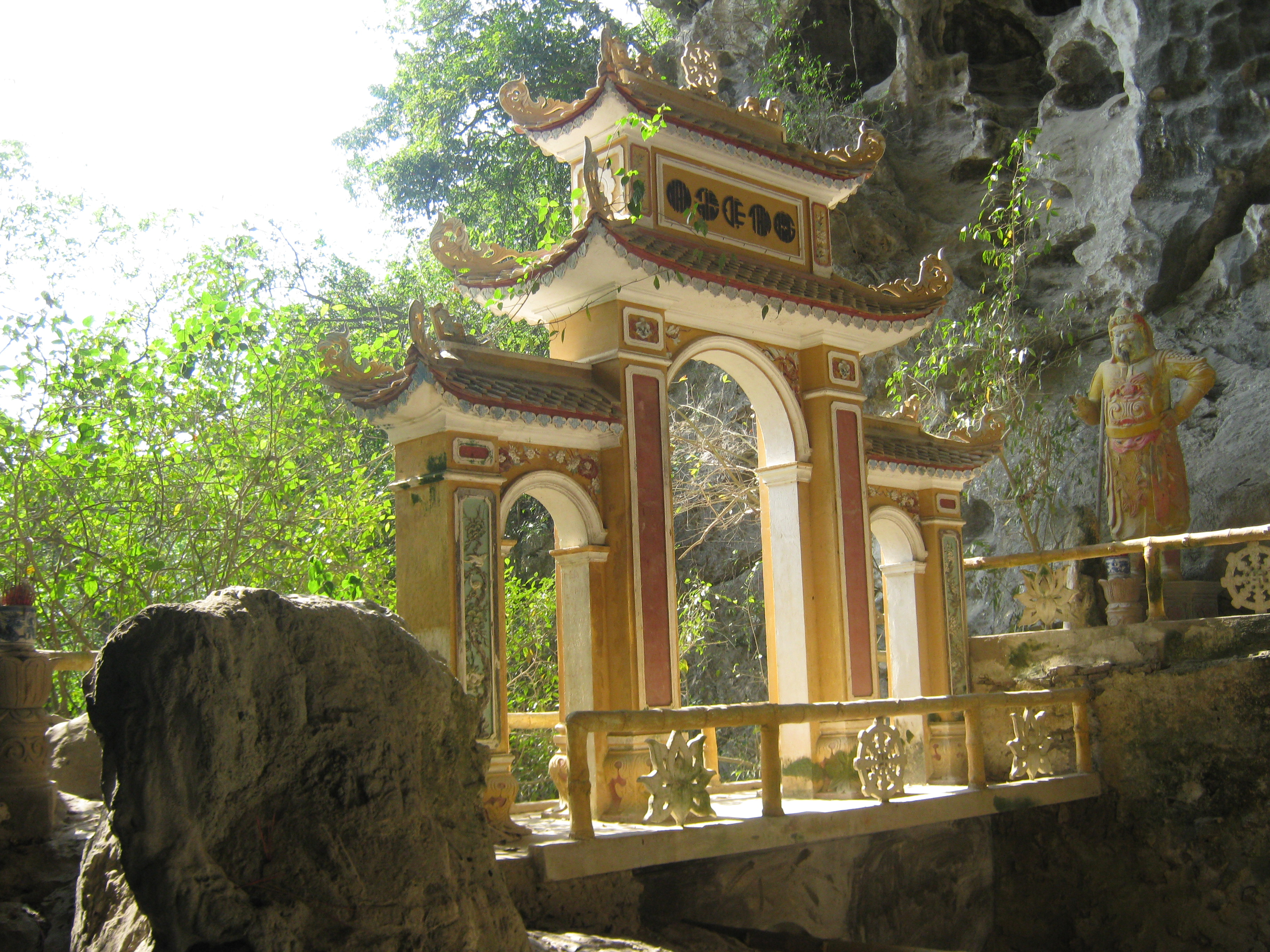
Địa danh Kẽm Trống từng được phát hiện chứa hàng trăm tử thi năm 1694.

Sự kiện đã xảy ra từ những năm đầu thập niên 70 của thế kỷ XVII và kéo dài 20 năm. Triều đình cử quan quân vây đánh, mãi đến năm 1694 thì Thạc quận công Lê Thì Hải mới dẹp yên được. Các cứ liệu lịch sử chỉ cho biết số lượng bọn gian ác bị bắt là 290 tên, còn số người bị nạn là bao nhiêu thì không thấy đề cập. Khi tìm trong kho sách Hán Nôm ở văn khố Viện Nghiên cứu Hán Nôm, ông Nguyễn Tá Nhí thấy có bài Văn tế xót thương u hồn ở xã Đa Giá Thượng (Chẩn tuất u hồn tại Đa Giá Thượng xã tế văn). Nguyên bản viết bằng chữ Hán chép trong sách Quốc âm văn tế sao lục, ký hiệu VNv.256. Bài văn viết vào tháng 5 năm Giáp Tuất (1694), không đề tên người soạn, có thể là môn khách của Thạc quận công Lê Thì Hải đã giúp ngài tế các vong hồn, lời văn được xem là rất thống thiết, cảm động lòng người.
Nội dung bài văn cho biết, số tử nạn cả thảy là 318, gồm lái buôn tinh nghệ công thương, nghệ sĩ ở giáo phường hát hay đàn giỏi, người đi hành dịch, có cả những hành khách thưởng ngoạn thắng cảnh. Họ là những người khác quê khác quán, do công việc cần thiết phải đi qua vùng này nên ngộ hại. Một khi triều đình biết đến liền thẳng tay trừng trị: "Theo phép xử nghiêm diệt lũ ác, trừ bỏ bọn độc dữ gian hung; Dùng lễ nghi tống táng thưởng khao, an ủi u hồn nơi giá lạnh". Đó cũng là lý do mà Thạc quận công Lê Thì Hải đọc tế văn gửi đến an ủi các vong hồn người bị hại ở địa phận Đa Giá Thượng.

## Trong văn hoá đại chúng
- Thập niên 1950, nhà nghiên cứu Nguyễn Đổng Chi đã sưu tầm tư liệu rồi đưa sự kiện Bò béo bò gầy vào sách Kho tàng cổ tích Việt Nam.